# Edlingham Castle
Edlingham Castle er en lille borgruin, der ligger i dalen vest for Alnwick, Northumberland, England. Arkitekturhistorikeren Nikolaus Pevsner har beskrevet den som "...en af de mest interesante i countiet". Edlingham selv er blot en lille bebyggelse med en kirke ved siden af borgen.
Ruinerne er hovedsageligt fundament og meget lave mure, men et enkelt rum i tårnet er stadig bevaret . Fundamentet fra salshuset, portbygningen, barbican og andre mindre bygninger kan stadig ses. De fleste stammer fra 1500-tallet.
Borgen, der sandsynligvis mere var en befæstet herregård, som var almindelig i middelalderens Nordengland, en af de få adgangsveje til beskyttede Alnwick. Fæstningen var en måde at forsvare området mod skotske plyndringstogter og ufred, der prægede området i perioden 1300 til 1600.
Det er et scheduled monument og listed building og drives af English Heritage.